# NGC 3102
NGC 3102 je galaksija u zviježđu Velikom medvjedu.

## Vanjske poveznice
- SEDS: NGC 3102